# Jakob III. Balthasar

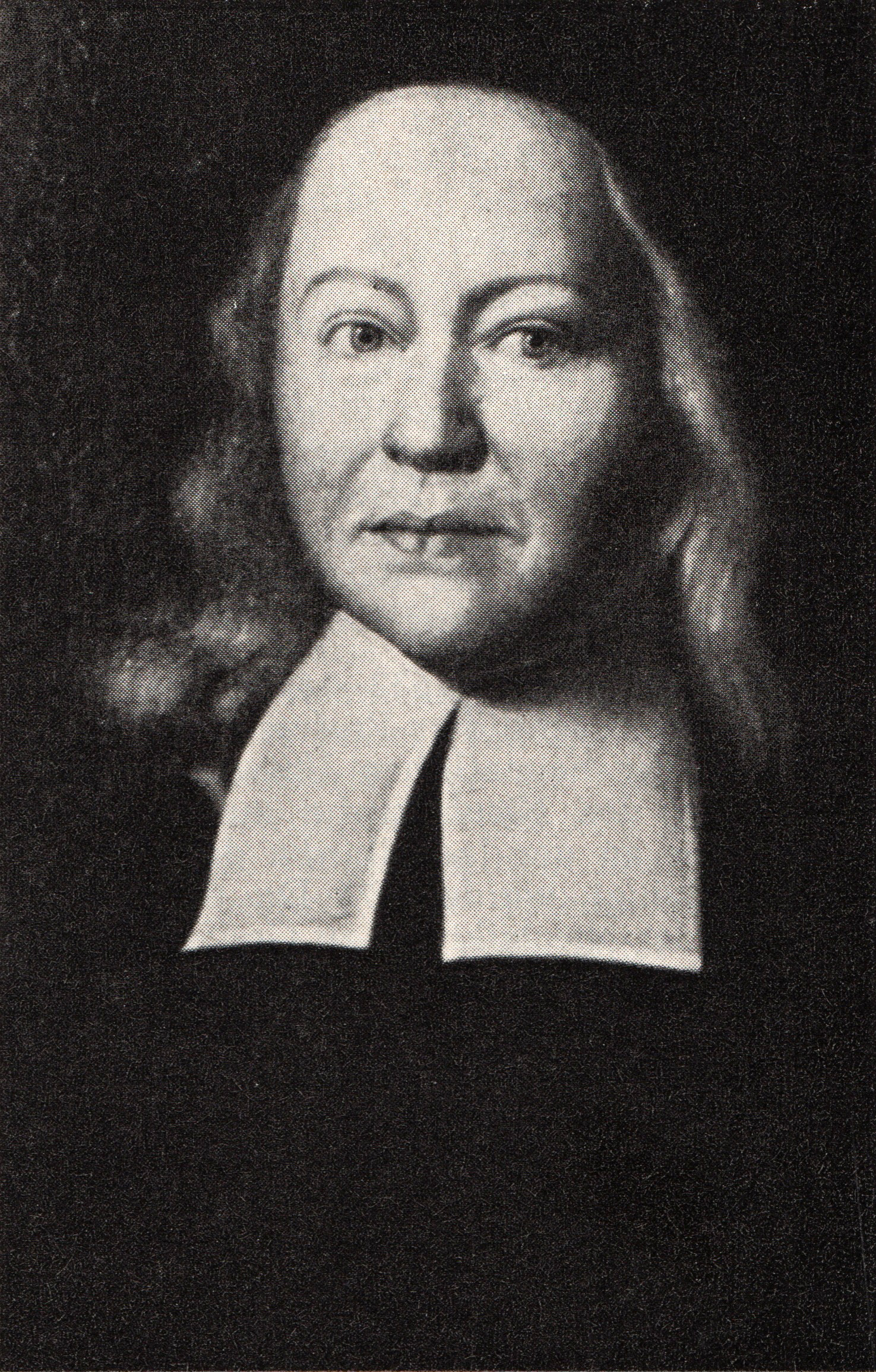
Jakob Balthasar (1594–1670)

Jakob III. Balthasar (* 4. September 1594 in Anklam; † 20. März 1670 ebenda) war Konrektor und Prediger in Anklam.

## Leben
Jakob III. Balthasar war der einzige Sohn des Anklamer Pastors Jacob Balthasar (1560–1605) und der Anna Martens.
Er war verheiratet mit Gertrud Burmeister (* 1598 in Anklam; † 21. April 1663 in Anklam) und hatte mindestens fünf Kinder, u. a. Jacob und Augustin.
Im Alter von 19 Jahren wurde er Magister an der Universität, zwei Jahre später Konrektor an der Stadtschule zu Anklam. 1619 folgte er einem Ruf als fürstlicher Hof- und Stadtprediger in Franzburg bei Stralsund. 1628 wurde er Gehilfe seines Schwiegervaters an der Nikolaikirche zu Anklam, wo er 1642 hauptamtlich nachrückte, wechselte aber 1664 an die Marienkirche hinüber, wo sich bis 1945 auch sein Bildnis befand. Im gleichen Jahr wurde er Praepositus. Seine Frau Gertrud war die Tochter seines Amtsvorgängers Augustin Burmeister. Letzterer war Rektor in Anklam, 1612 Pastor an St. Marien und Nicolai zu Anklam und entdeckte als Astronom vor Kepler den „Kometen 1618“.
Jakob III. Balthasar ist der Stammvater einer weitverzweigten vorpommerschen Gelehrten- und Beamtendynastie; z. B. Anna Christina Ehrenfried von Balthasar, Augustinus Balthasar, Augustin von Balthasar, Jakob Balthasar, Jakob Heinrich von Balthasar oder der Greifswalder Bürgermeister Heinrich Balthasar († 1670).